# 나이토 야마토
나이토 야마토(일본어: 内藤 大和, 2004년 7월 14일~)는 일본의 축구 선수이다.

## 구단 경력
그는 2021년 J2리그의 방포레 고후에 입단했다. 2022년에 천황배 우승을 차지했다.